# Communauté d'agglomération de Chaumont
La communauté d'agglomération de Chaumont ou plus simplement l'Agglomération de Chaumont (anciennement la communauté d'agglomération de Chaumont, du Bassin Nogentais et du Bassin de Bologne Vignory Froncles) est une communauté d'agglomération française, située dans le département de la Haute-Marne et la région Grand Est.

## Historique
Créée par arrêté préfectoral du 17 novembre 2016 au 1er janvier 2017, la communauté d'agglomération de Chaumont, du Bassin Nogentais et du Bassin de Bologne Vignory Froncles se forme à la suite de la fusion des communautés du « pays chaumontais » (24 communes), du « Bassin Nogentais » (17 communes) et du « Bassin de Bologne Vignory et Froncles » (22 communes).

## Territoire communautaire

### Composition
La communauté d'agglomération est composée des 63 communes suivantes :

| Nom                       | Code Insee | Gentilé            | Superficie (km2) | Population (dernière pop. légale) | Densité (hab./km2) |
| ------------------------- | ---------- | ------------------ | ---------------- | --------------------------------- | ------------------ |
| Chaumont (siège)          | 52121      | Chaumontais        | 55,26            | 21 418 (2022)                     | 388                |
| Ageville                  | 52001      | Agevillois         | 19,55            | 302 (2022)                        | 15                 |
| Annéville-la-Prairie      | 52011      | Annevillais        | 5,22             | 94 (2022)                         | 18                 |
| Biesles                   | 52050      | Bieslois           | 23,84            | 1 334 (2022)                      | 56                 |
| Blaisy                    | 52053      | Blaisois           | 5,62             | 67 (2022)                         | 12                 |
| Bologne                   | 52058      | Bolognais          | 31,26            | 1 836 (2022)                      | 59                 |
| Brethenay                 | 52072      | Brethenaisiens     | 8,84             | 391 (2022)                        | 44                 |
| Briaucourt                | 52075      | Briaucourtois      | 9,47             | 170 (2022)                        | 18                 |
| Buxières-lès-Villiers     | 52087      | Buxièrois          | 4,97             | 219 (2022)                        | 44                 |
| Cerisières                | 52091      | Cerisièrois        | 10,02            | 85 (2022)                         | 8,5                |
| Chamarandes-Choignes      | 52125      | Chamarandais       | 18,8             | 1 034 (2022)                      | 55                 |
| Colombey les Deux Églises | 52140      | Colombéens         | 83,84            | 666 (2022)                        | 7,9                |
| Condes                    | 52141      | Condois            | 5,08             | 293 (2022)                        | 58                 |
| Curmont                   | 52157      | Curmontais         | 2,94             | 12 (2022)                         | 4,1                |
| Cuves                     | 52159      | Cuvois             | 5,4              | 25 (2022)                         | 4,6                |
| Daillancourt              | 52160      | Daillancourtois    | 7,91             | 61 (2022)                         | 7,7                |
| Esnouveaux                | 52190      | Novaliens          | 16,87            | 303 (2022)                        | 18                 |
| Euffigneix                | 52193      | Euffinois          | 9                | 299 (2022)                        | 33                 |
| Forcey                    | 52204      | Vairons            | 5,28             | 60 (2022)                         | 11                 |
| Foulain                   | 52205      | Foulinois          | 26,28            | 681 (2022)                        | 26                 |
| Froncles                  | 52211      | Fronclois          | 20,05            | 1 375 (2022)                      | 69                 |
| La Genevroye              | 52214      |                    | 2,83             | 29 (2022)                         | 10                 |
| Gillancourt               | 52221      | Gillancourtois     | 15,09            | 126 (2022)                        | 8,3                |
| Guindrecourt-sur-Blaise   | 52232      | Guindrecourtois    | 5,52             | 55 (2022)                         | 10                 |
| Jonchery                  | 52251      | Joncherois         | 28,98            | 960 (2022)                        | 33                 |
| Juzennecourt              | 52253      | Juzennecourtois    | 11,87            | 199 (2022)                        | 17                 |
| Lachapelle-en-Blaisy      | 52254      |                    | 16,53            | 84 (2022)                         | 5,1                |
| Lamancine                 | 52260      | Lamancinois        | 4,48             | 124 (2022)                        | 28                 |
| Lanques-sur-Rognon        | 52271      | Lanquais           | 13,12            | 212 (2022)                        | 16                 |
| Laville-aux-Bois          | 52276      | Quechots           | 13,44            | 238 (2022)                        | 18                 |
| Louvières                 | 52295      | Hallebardiers      | 8,62             | 90 (2022)                         | 10                 |
| Luzy-sur-Marne            | 52297      | Luzéens            | 16,11            | 279 (2022)                        | 17                 |
| Mandres-la-Côte           | 52305      | Mandrins           | 11,3             | 558 (2022)                        | 49                 |
| Marbéville                | 52310      | Marbévillois       | 17,71            | 100 (2022)                        | 5,6                |
| Marnay-sur-Marne          | 52315      | Marnaysiens        | 10,62            | 333 (2022)                        | 31                 |
| Meures                    | 52322      | Meurois            | 8,17             | 131 (2022)                        | 16                 |
| Mirbel                    | 52326      | Mirbellois         | 6,08             | 37 (2022)                         | 6,1                |
| Neuilly-sur-Suize         | 52349      | Néoviciens         | 14,67            | 292 (2022)                        | 20                 |
| Ninville                  | 52352      | Ninvillois         | 9,03             | 59 (2022)                         | 6,5                |
| Nogent                    | 52353      | Nogentais          | 54,63            | 3 562 (2022)                      | 65                 |
| Ormoy-lès-Sexfontaines    | 52367      |                    | 5,53             | 40 (2022)                         | 7,2                |
| Oudincourt                | 52371      | Oudincourtois      | 7,44             | 140 (2022)                        | 19                 |
| Poinson-lès-Nogent        | 52396      | Poinsonnais        | 10,67            | 142 (2022)                        | 13                 |
| Poulangy                  | 52401      | Poulangeois        | 17,39            | 358 (2022)                        | 21                 |
| Rennepont                 | 52419      | Rennepontais       | 11,98            | 119 (2022)                        | 9,9                |
| Riaucourt                 | 52421      | Riaucourtois       | 10,71            | 409 (2022)                        | 38                 |
| Rizaucourt-Buchey         | 52426      | Rizaucourtois      | 15,07            | 129 (2022)                        | 8,6                |
| Rochefort-sur-la-Côte     | 52428      | Rochefortois       | 5,18             | 65 (2022)                         | 13                 |
| Rouécourt                 | 52436      | Rouécourtois       | 7,82             | 49 (2022)                         | 6,3                |
| Sarcey                    | 52459      | Sarceyrois         | 7,22             | 99 (2022)                         | 14                 |
| Semoutiers-Montsaon       | 52469      | Semourstériens     | 27,4             | 723 (2022)                        | 26                 |
| Sexfontaines              | 52472      | Sexfontainois      | 20,77            | 151 (2022)                        | 7,3                |
| Soncourt-sur-Marne        | 52480      | Soncourtois        | 13,63            | 330 (2022)                        | 24                 |
| Thivet                    | 52488      | Thivétains         | 15,37            | 276 (2022)                        | 18                 |
| Treix                     | 52494      | Treixois           | 15,46            | 217 (2022)                        | 14                 |
| Verbiesles                | 52514      | Verbieslois        | 11,36            | 319 (2022)                        | 28                 |
| Vesaignes-sur-Marne       | 52518      | Vesaignois         | 8,45             | 103 (2022)                        | 12                 |
| Viéville                  | 52522      | Viévillois         | 11,18            | 336 (2022)                        | 30                 |
| Vignory                   | 52524      | Vangionnais        | 19,46            | 219 (2022)                        | 11                 |
| Villiers-le-Sec           | 52535      | Villiers-le-Secois | 15,71            | 739 (2022)                        | 47                 |
| Vitry-lès-Nogent          | 52541      | Vitryers           | 7,95             | 217 (2022)                        | 27                 |
| Vouécourt                 | 52547      | Vouécourtois       | 13,42            | 208 (2022)                        | 15                 |
| Vraincourt                | 52548      | Vraincourtois      | 3,48             | 84 (2022)                         | 24                 |

### Démographie
| 1968   | 1975   | 1982   | 1990   | 1999   | 2010   | 2015   | 2021   |
| ------ | ------ | ------ | ------ | ------ | ------ | ------ | ------ |
| 48 653 | 50 128 | 51 695 | 50 827 | 49 175 | 46 788 | 45 459 | 43 994 |

## Administration

### Siège
Le siège de la communauté d'agglomération est situé à Chaumont, Hôtel de ville de Chaumont, Place de la Concorde, BP 564, 52012 Chaumont Cedex.

### Les élus
Le conseil communautaire de la communauté d'agglomération se compose de 103 conseillers, représentant chacune des communes membres et élus pour une durée de six ans.
Ils sont répartis comme suit :
| Nombre de conseillers | Communes                   |
| --------------------- | -------------------------- |
| 34                    | Chaumont                   |
| 5                     | Nogent                     |
| 2                     | Biesles, Bologne, Froncles |
| 1 (+1 suppléant)      | les 58 autres communes     |

### Présidence
| Période      | Période      | Identité            | Étiquette      | Qualité                         |
| ------------ | ------------ | ------------------- | -------------- | ------------------------------- |
| janvier 2017 | juillet 2020 | Christine Guillemy  | DVD puis MoDem | Maire de Chaumont (depuis 2013) |
| juillet 2020 | En cours     | Stéphane Martinelli |                | maire de Rennepont              |

### Compétences
Le nombre de compétences exercées est de 48.

### Régime fiscal et budget
Le régime fiscal de la communauté d'agglomération est la fiscalité professionnelle unique (FPU).